# Morchella vulgaris
Morchella vulgaris (Christian Hendrik Persoon, 1801 ex Samuel Frederick Gray, 1821) din încrengătura Ascomycota, în familia Morchellaceae și de genul Morchella. este o specie de ciuperci comestibile saprofită, destul de răspândită, fiind o descompunătoare ulterioară. De obicei, și ea este denumită în popor ciuculete. Trăiește în România, Basarabia și Bucovina de Nord, foarte fidelă amplasamentului, în grupuri mici sau solitar, pe soluri niciodată fertilizate, umede, calcaroase sau argiloase, în păduri aluviale pe lângă frasini precum în cele de conifere umede, prin grădini și parcuri, pe mulci, pe suprafețe arse și depuneri de lemn. Apare mai des de la deal la munte (până la 1200m), dar și în câmpie. Timpul apariției este din (februarie) martie până în iunie, cel principal în aprilie, când înfloresc pomii de mere.

## Taxonomie

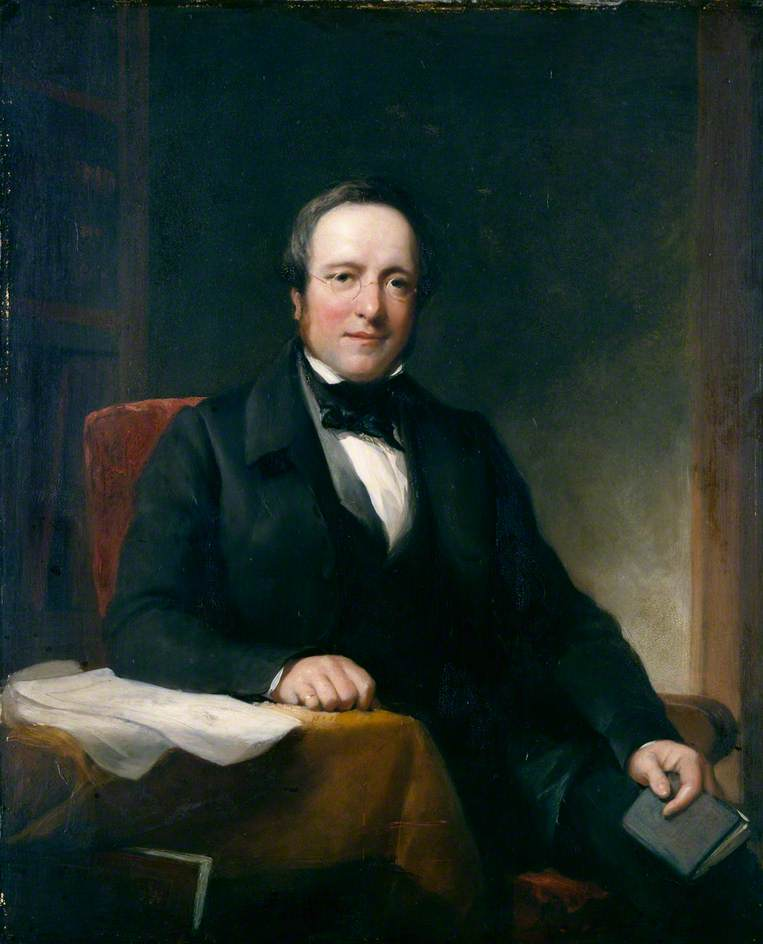
Samuel Frederick Gray

Numele binomial Morchella esculenta var. vulgaris a fost determinat de cunoscutul micolog bur Christian Hendrik Persoon în volumul 1 al operei sale Synopsis methodica Fungorum din 1801.
Apoi, în 1821, micologul englez Samuel Frederick Gray a transferat variația drept specie independentă sub numele Morchella vulgaris, de verificat în volumul 1 al operei sale A natural arrangement of British plants, fiind numele curent valabil (2024). Toate celelalte încercări de taxonare sunt acceptate, dar nu sunt folosite și pot fi neglijate.
Trebuie menționat, că câțiva micologi tot mai văd în această specie doar un sinonim pentru Morchella esculenta.
Epitetul specific este derivat din cuvântul latin (latină vulgaris=comun, generic, obișnuit), datorită aparenței frecvente.

## Descriere
Sub numele românesc de „zbârciog” se tratează aproape mereu patru mari genuri de ciuperci: Gyromitra, Helvella, Morchella și Verpa. Între primele două se găsesc specii otrăvitoare pe când cele două din urmă sunt comestibile. Cu toate că cele patru genuri sunt goale pe interior, ele pot fi deosebite destul de ușor: Morchella și Verpa sunt unicamerale, pe când Gyromitra și Helvella sunt multicamerale, prezentând o încrengătură de goluri în interiorul lor.

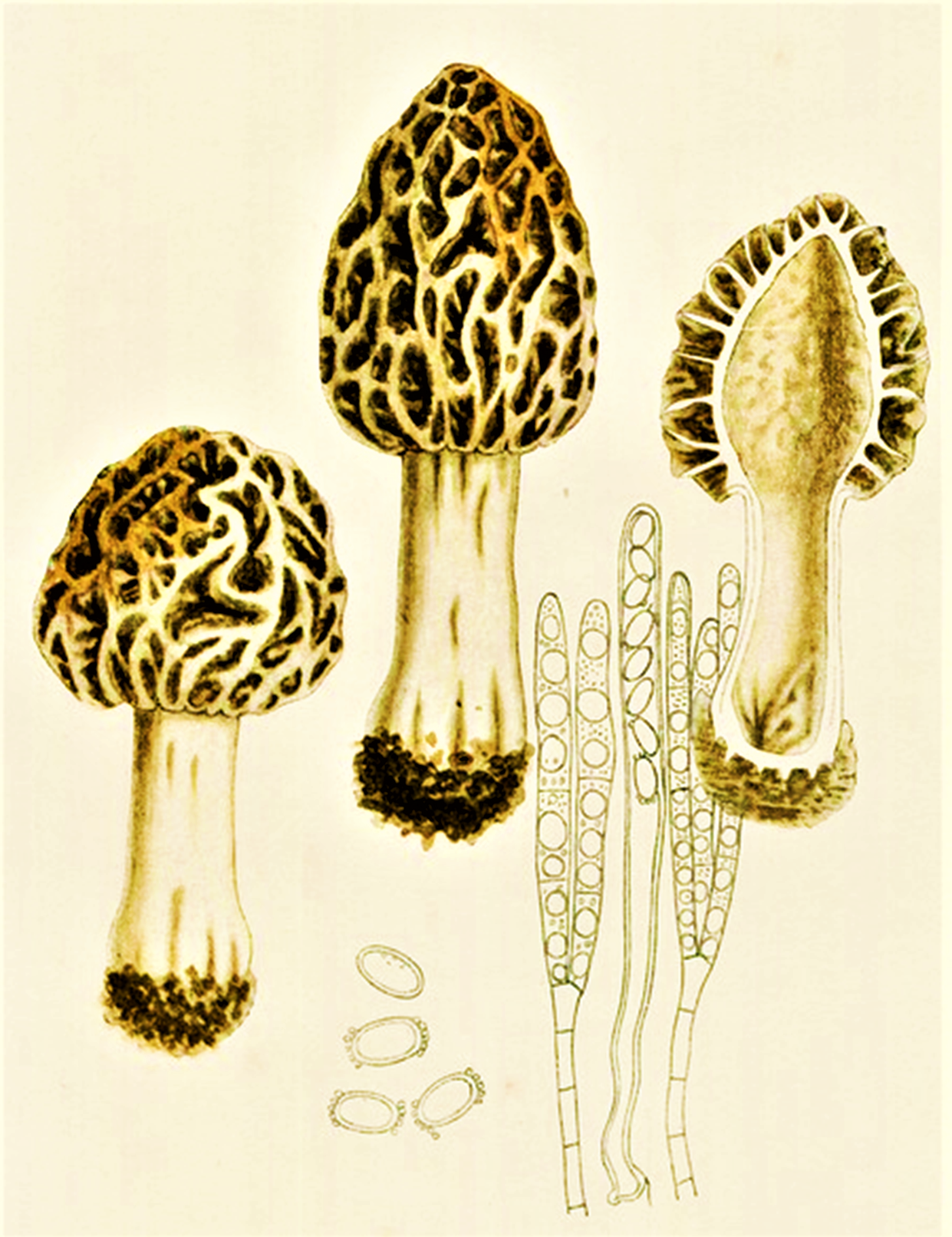
Bresadola - Morchella vulgaris

- Corpul fructifer: are 3-5 (6) cm în diametru la bază precum o înălțime de 7-12 (15) cm, este de formă alungit-ovoidală până conică, gol pe dinăuntru (cu o singură cavitate), cu suprafața zbârcită și perforată cu alveole adânci, separate prin creste, care sunt inițial înguste, alungite și mai târziu neregulat unghiulare, poligonale. De obicei, ele sunt aliniate mai orizontal, spre deosebire de Morchella elata, unde sunt dispuse mai vertical. Pălăria este fuzionată de tulpină fără adâncitură. Coloritul poate fi maro deschis, gri-brun, brun-cenușiu, ruginiu sau adesea cu pete acestei culori, fără tonuri de galben-ocru, în tinerețe mai deschis.
- Piciorul: albicios cu o lungime de 3-5 (6)  cm și o grosime bazală de 2- 3,5 (4) cm se îngustă piramidal spre vârful pălăriei, suprafața preponderent netedă (doar uneori acoperită de granule mici spre pălărie), fiind slab brăzdată de nervuri longitudinale. În interior este străbătută de nervuri groase și sinuoase cu cavități neregulate.
- Carnea: este albicioasă până deschis galbenă, ceroasă, sfărâmicioasă, cu un gust blând, savuros și un miros plăcut aromatic, slab de ciuperci, uneori chiar ceva spermatic.[4][5]
- Caracteristici microscopice: sporii sunt elipsoidali, netezi, cu pereți subțiri, hialini (translucizi), aproape incolori, maximal galben deschis și măsoară 17,5 (18) -21 (22) x 9 (10)-12 (13) microni. Se formează câte opt spori în asce cilindrice și translucide, pediculate lung și la baze ondulate cu o dimensiune de 280 (300) x (16) 19- (18) 20 microni care căptușesc gropile, coastele fiind sterile. Parafizele sunt ramoase, septate, înalt cilindrice, hialine, de 200-250 x 12-18 microni și groase de 5,8-8,8 µm. Hifele piciorului sunt împletite, hialine și au o grosime de 5,8-9,4 µm. Cele superficiale sunt umflate, sferice până la forma de pară, cu o groase de 22-44 µm și acoperite de o rețea de hife întrețesute cu grosimea de 11-16,8 µm, cu capete cilindrice și ceva curbate.[11][12]
- Reacții chimice: nu-și schimbă culoarea după adăugarea de reactivi chimici.[13]

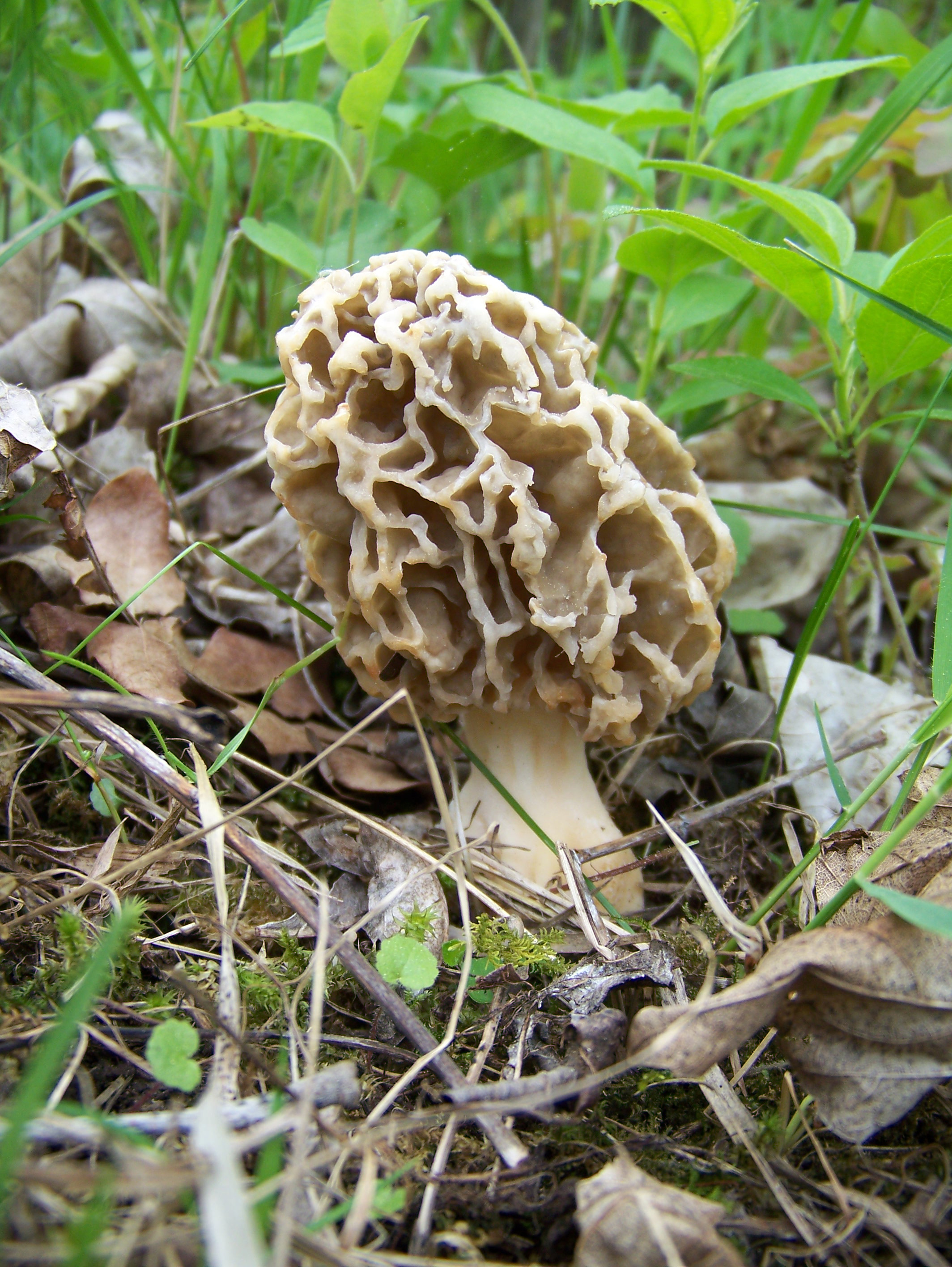
M. vulgaris, secțiune longitudinală
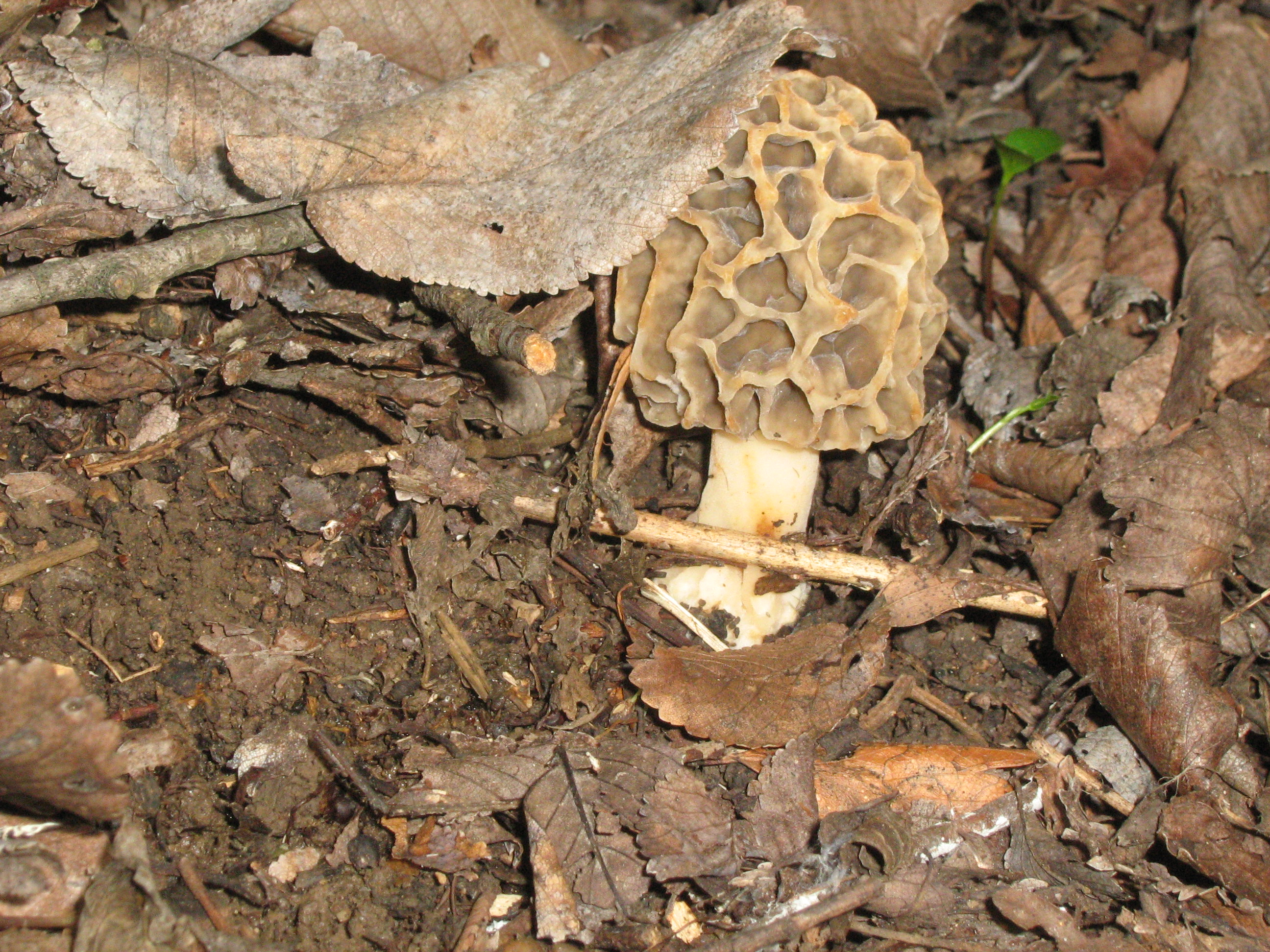
M. vulgaris mai tânără
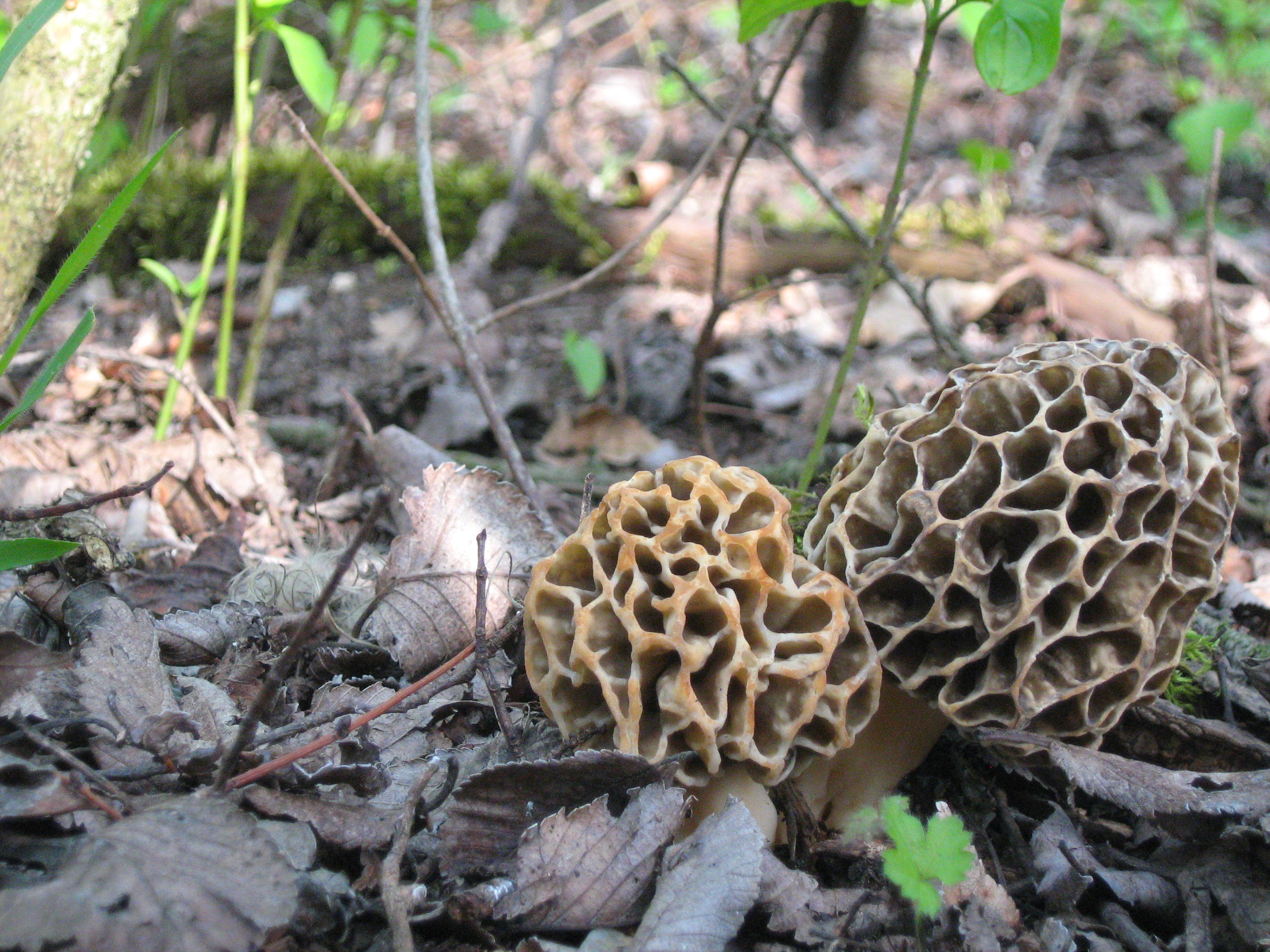
M. vulgaris tânără și matură
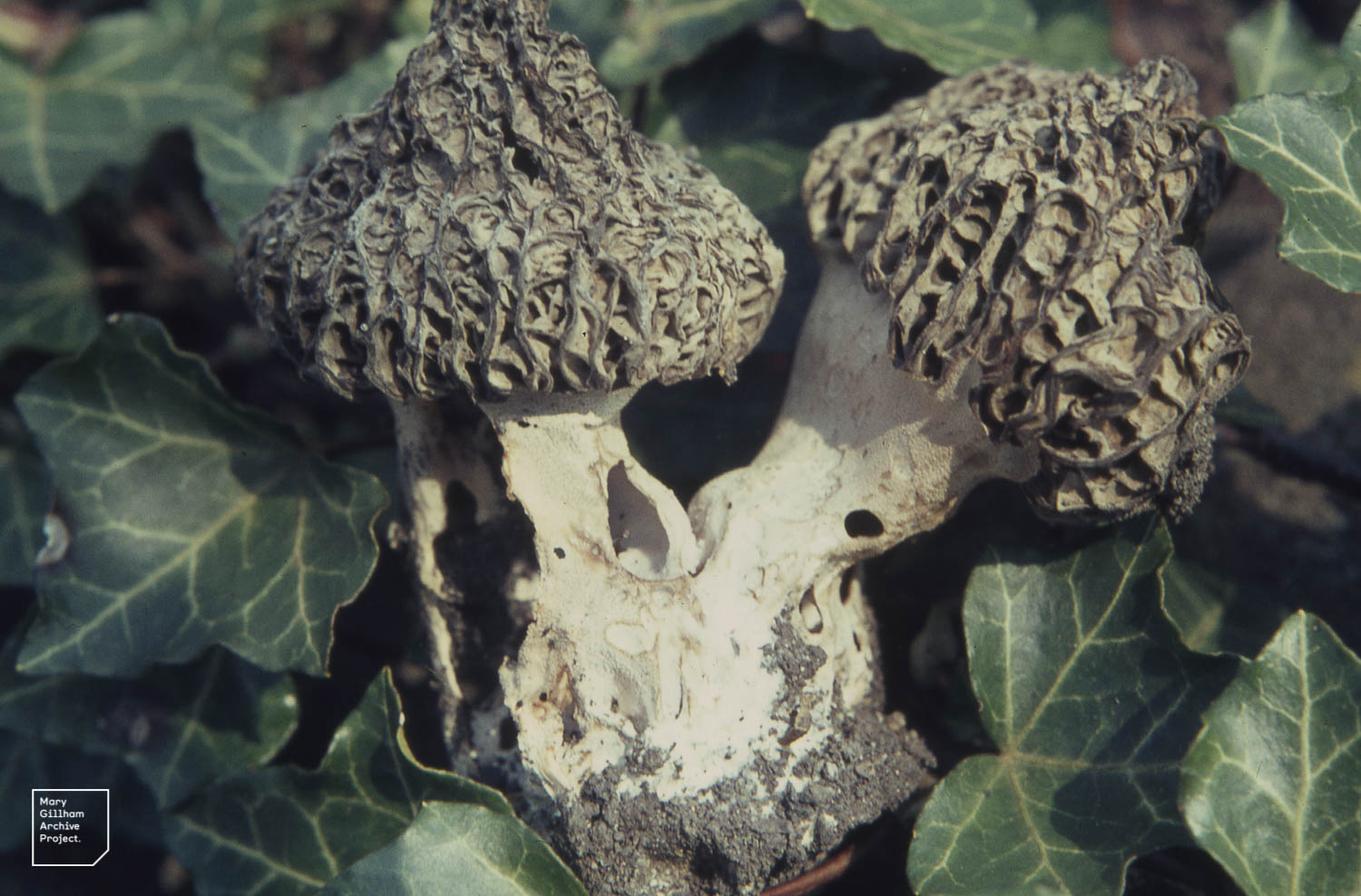
M. vulgaris bătrâne
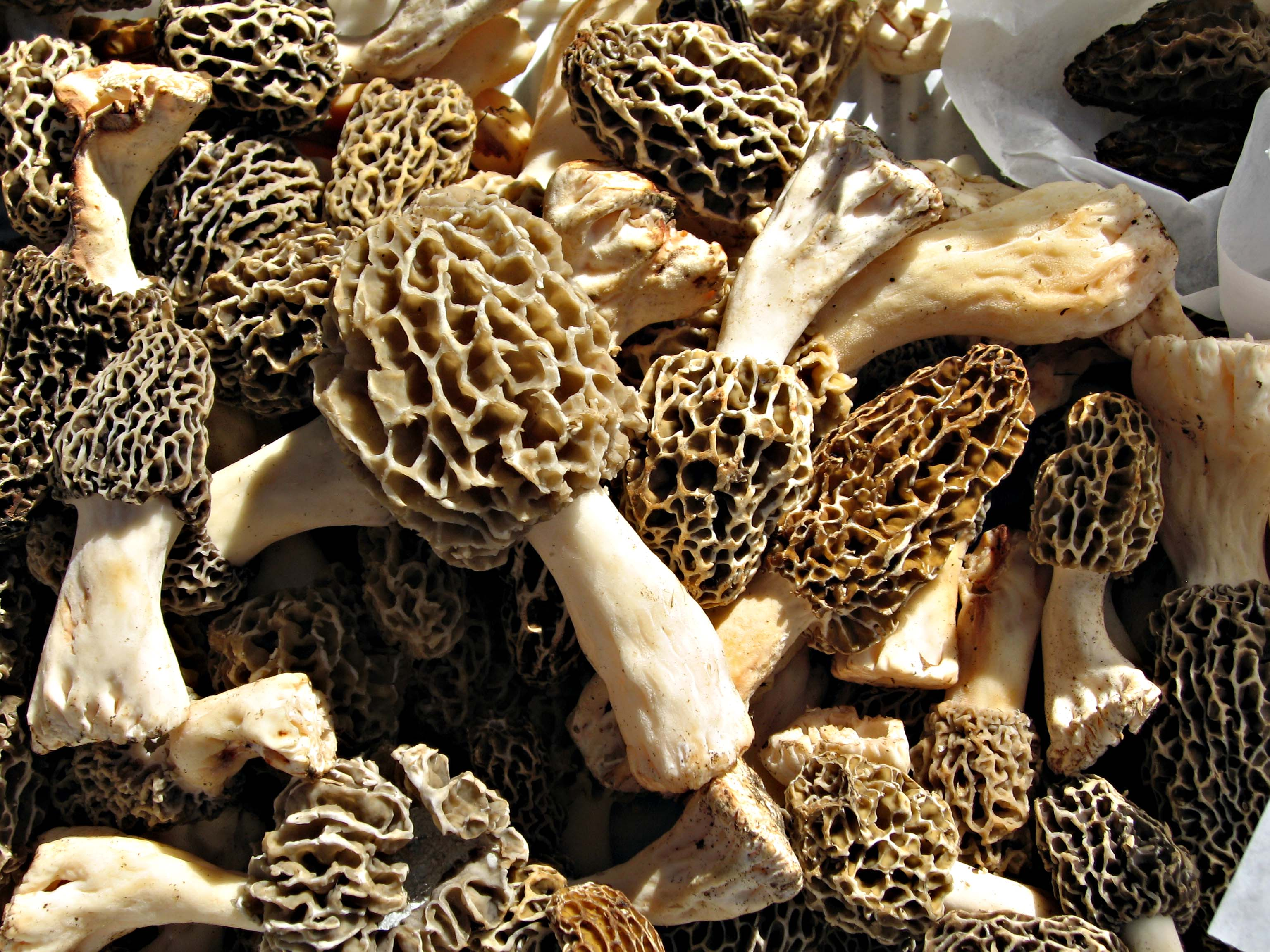
M. vulgaris în diverse forme

## Confuzii
Morchella vulgaris poate fi confundată ușor cu alte specii de genul Morchella, în primul rând cu surata ei Morchella esculenta sau de exemplu cu Morchella conica, Morchella costata, Morchella crassipes, Morchella deliciosa, Morchella elata, Morchella elatoides Jacquet, Morchella eximia,  Morchella pragensis, Morchella punctipes, Morchella spongiola, Morchella rotunda Morchella steppicola, Morchella tridentina sin. Morchella frustrata, sau Verpa bohemica, dar, de asemenea, cu Gyromitra esculenta (zbârciogul gras) (posibil letal) și Gyromitra fastigiata sin. Discina fastigiata (comestibilă cu rezervă).

## Specii asemănătoare în imagini

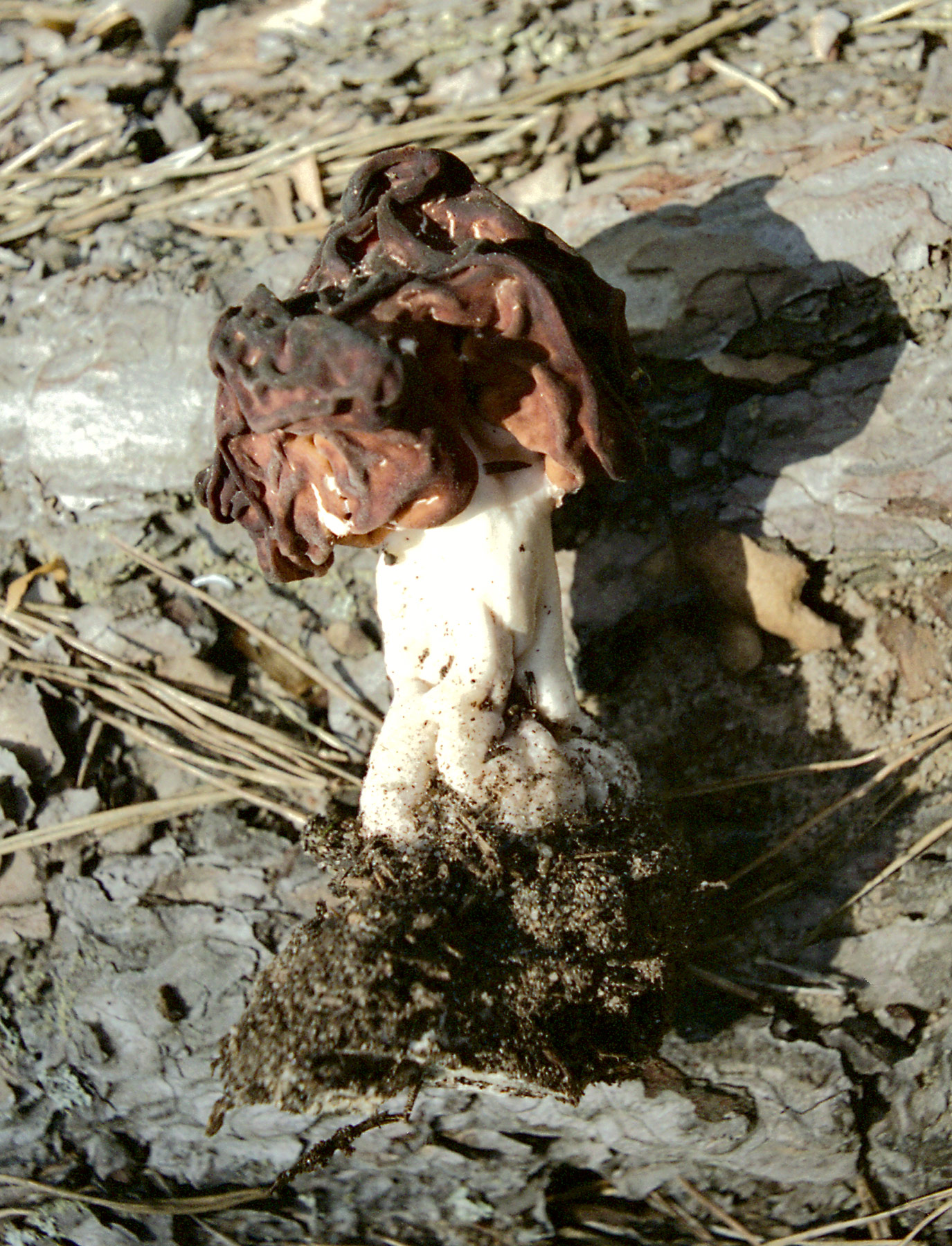
!!!Gyromitra esculenta!!!
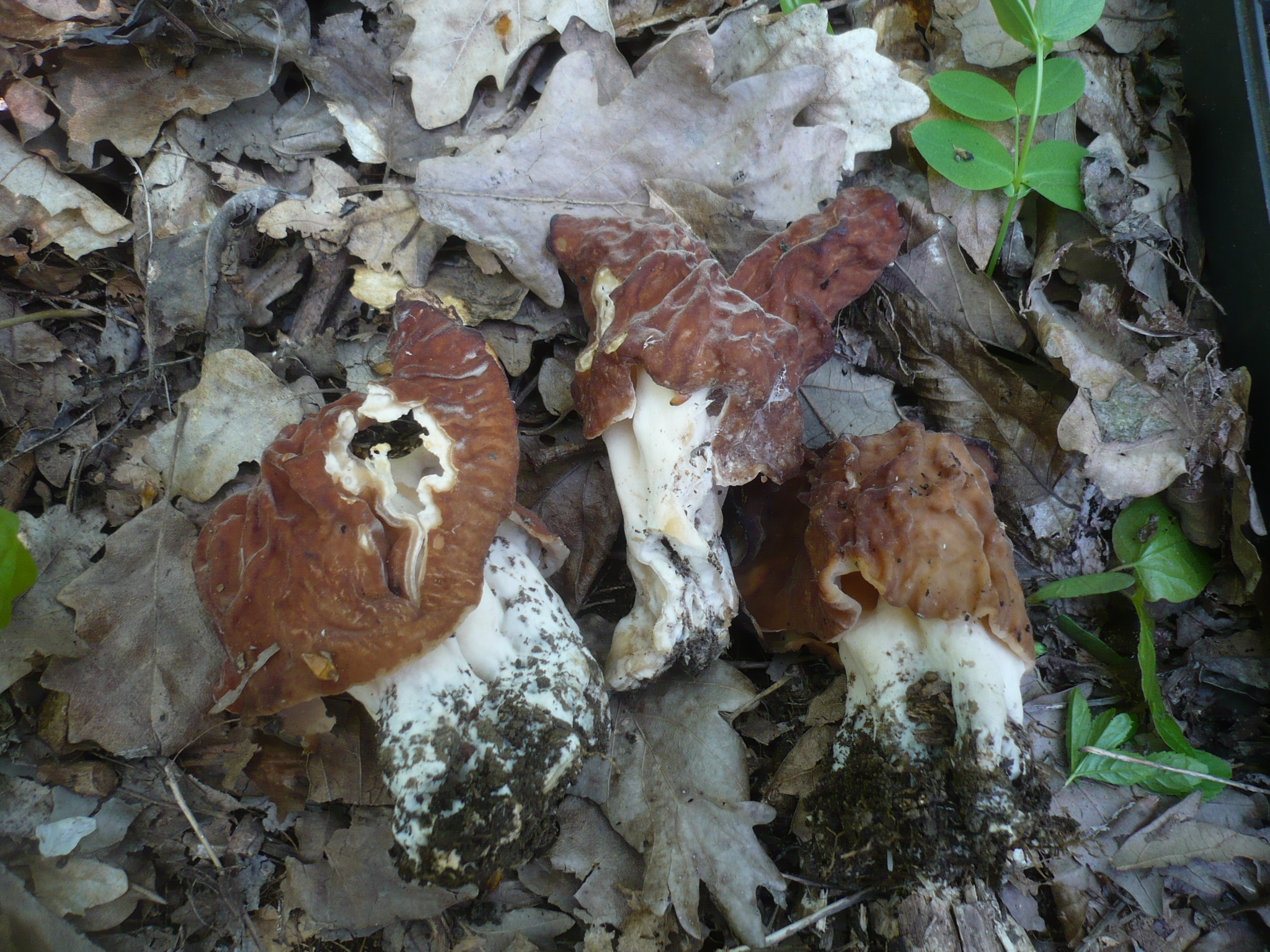
!!!Gyromitra fastigiata!!!
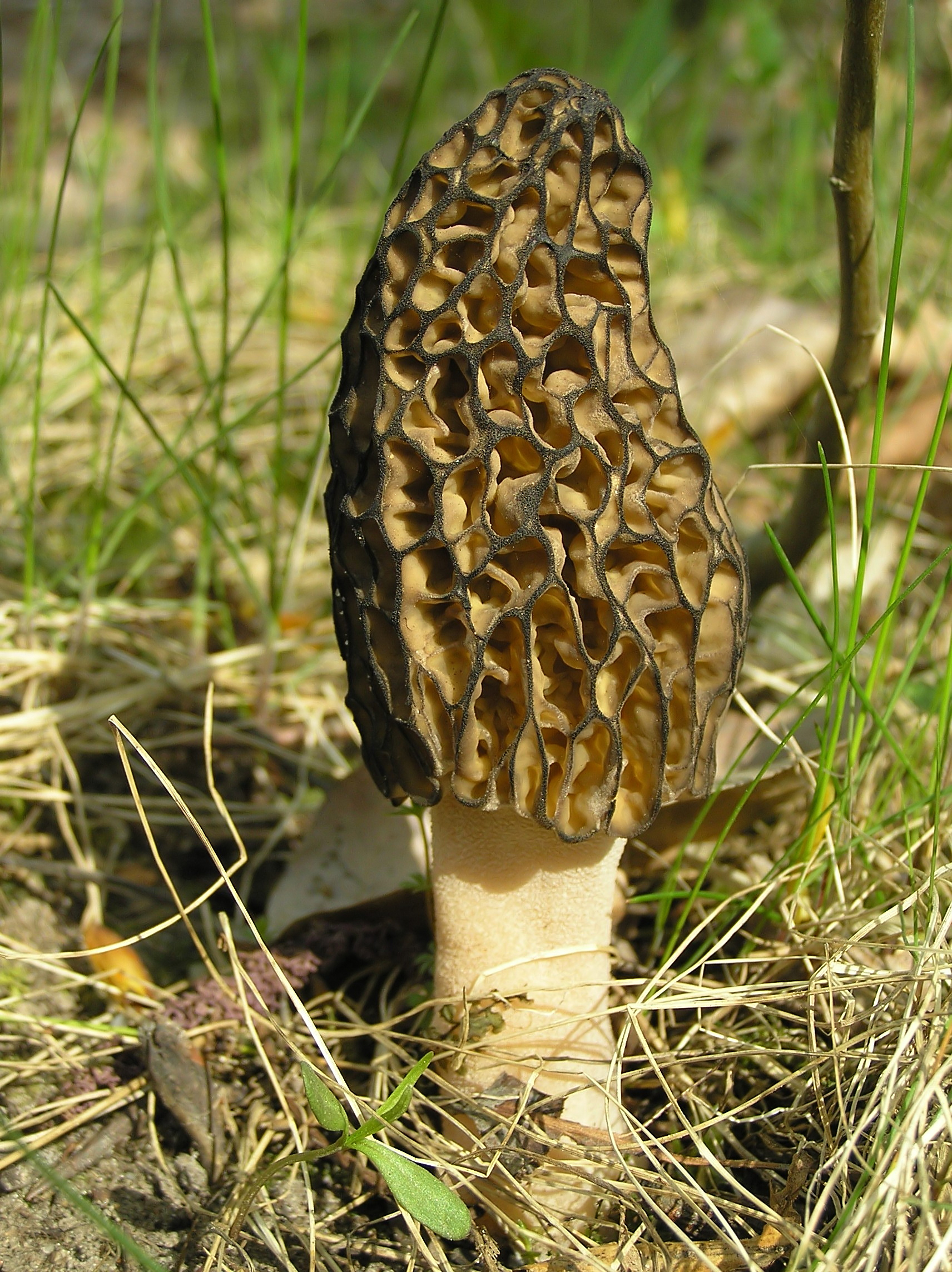
Morchella conica
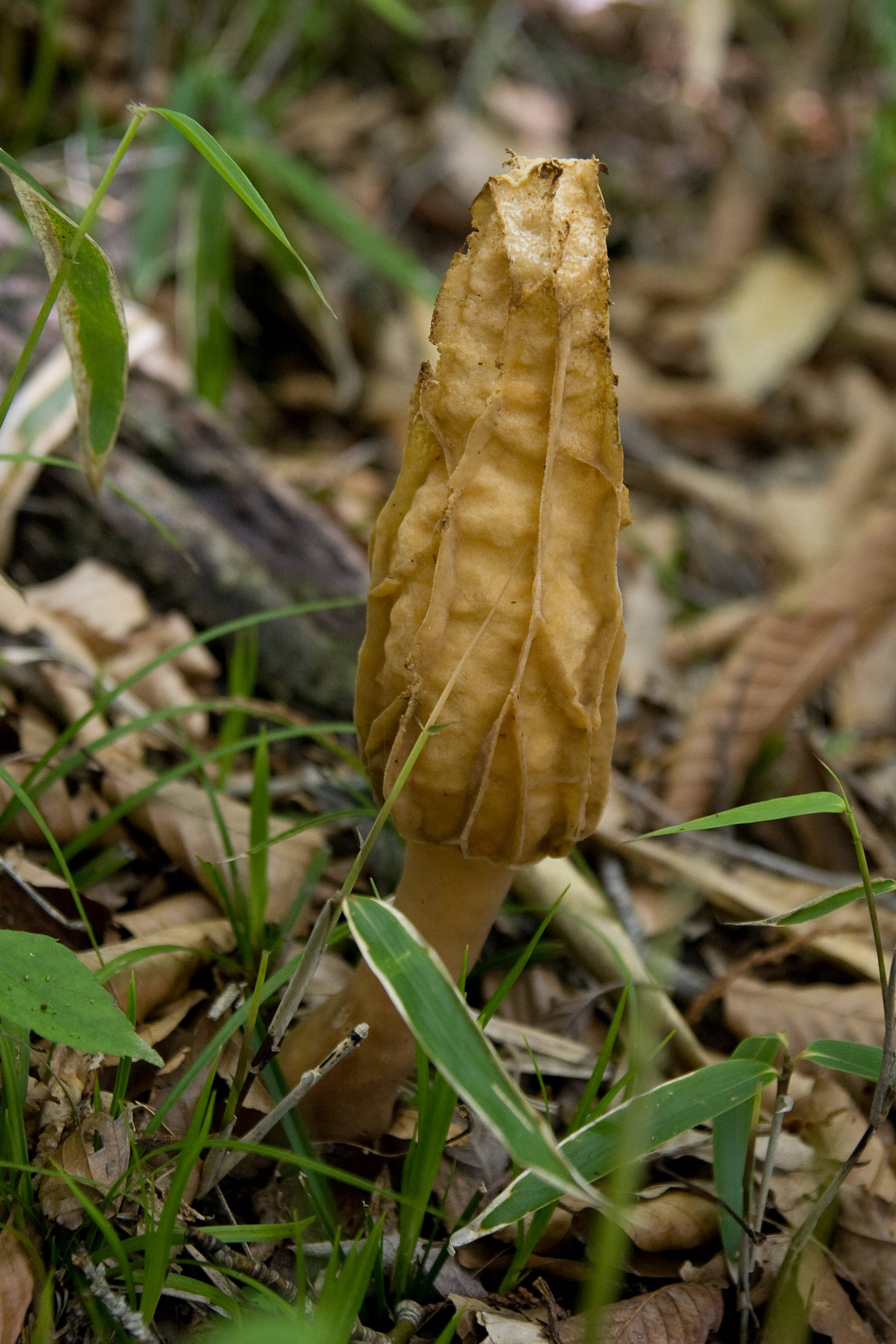
Morchella costata
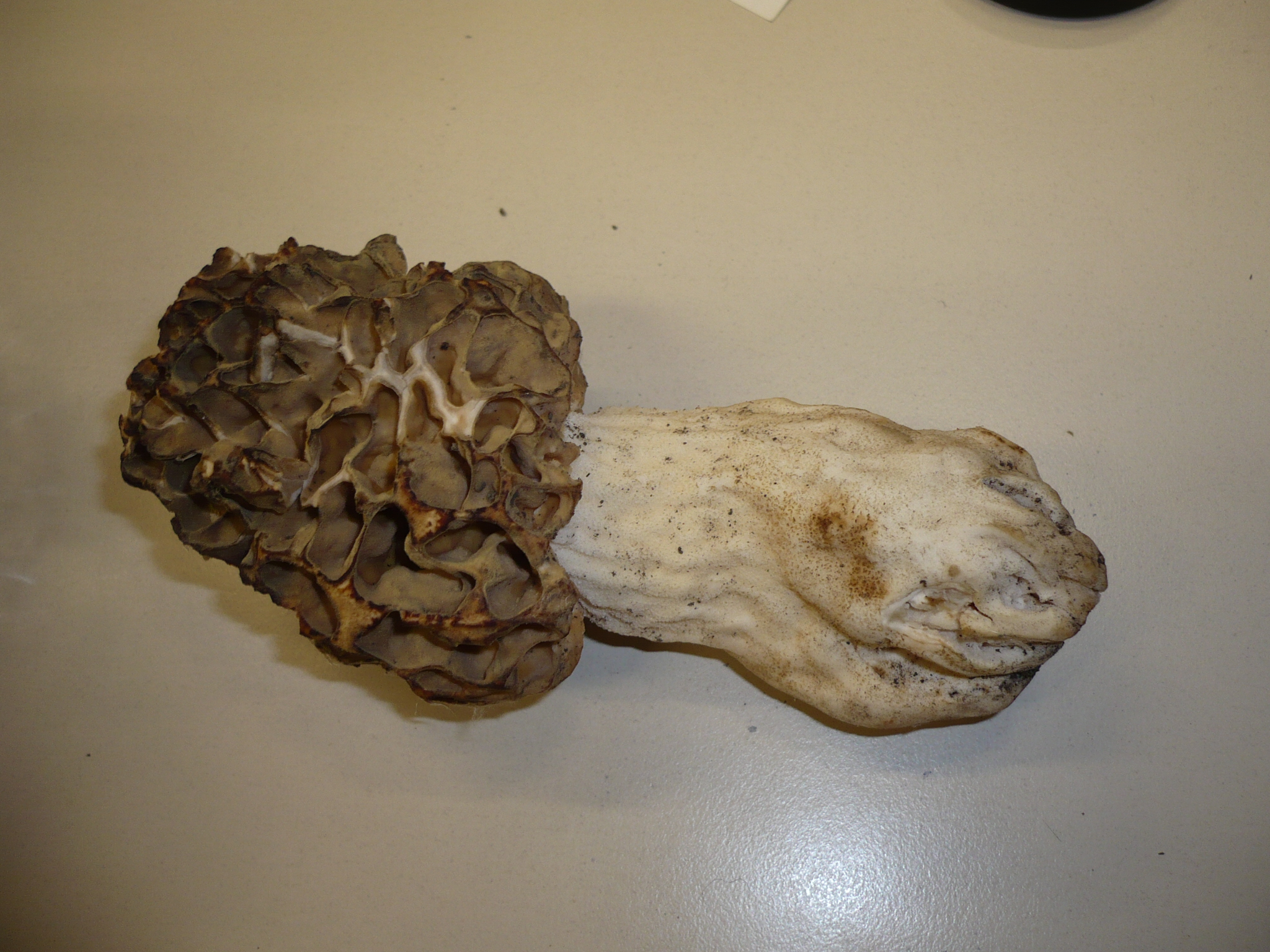
Morchella crassipes

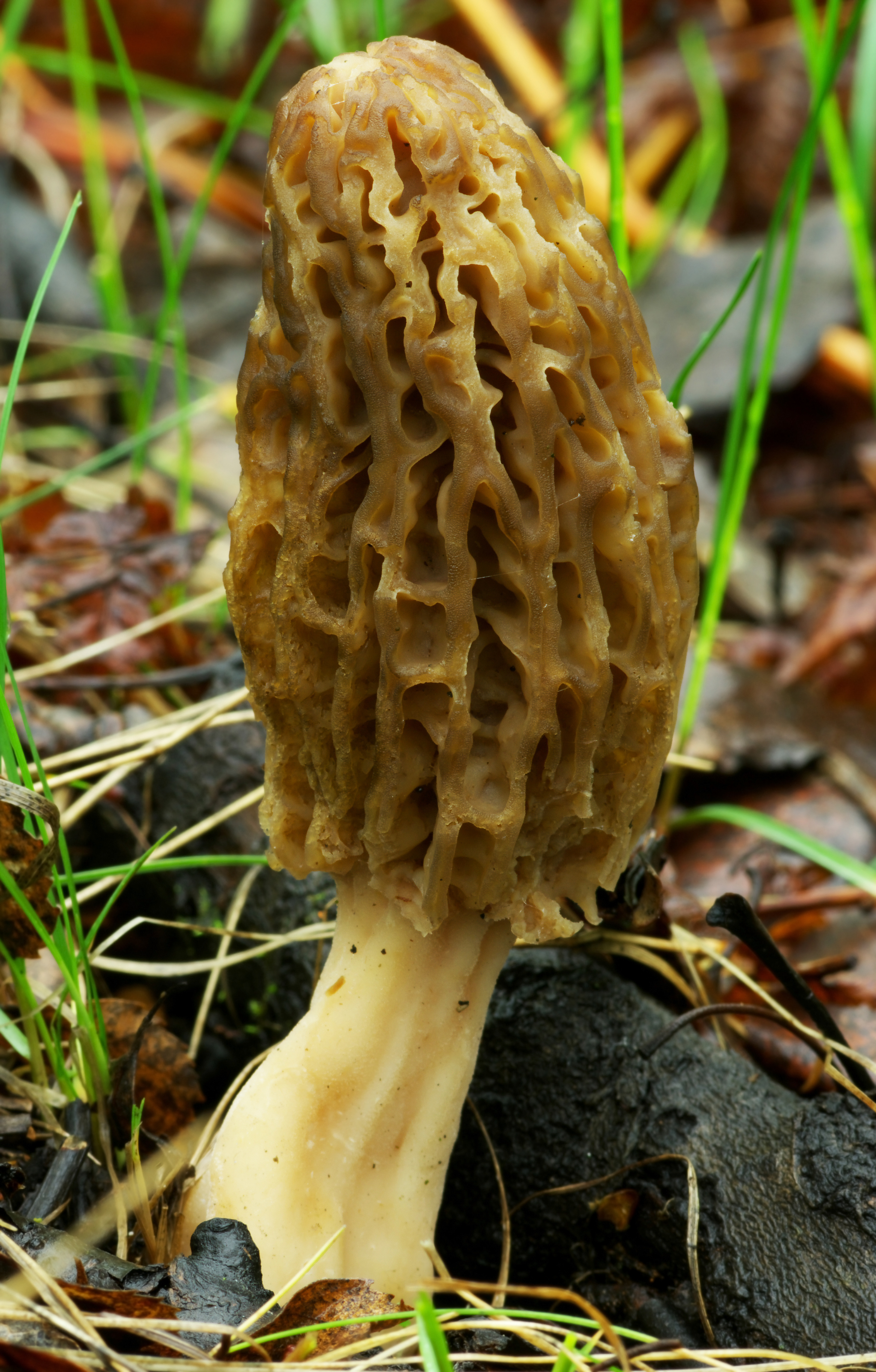
Morchella deliciosa
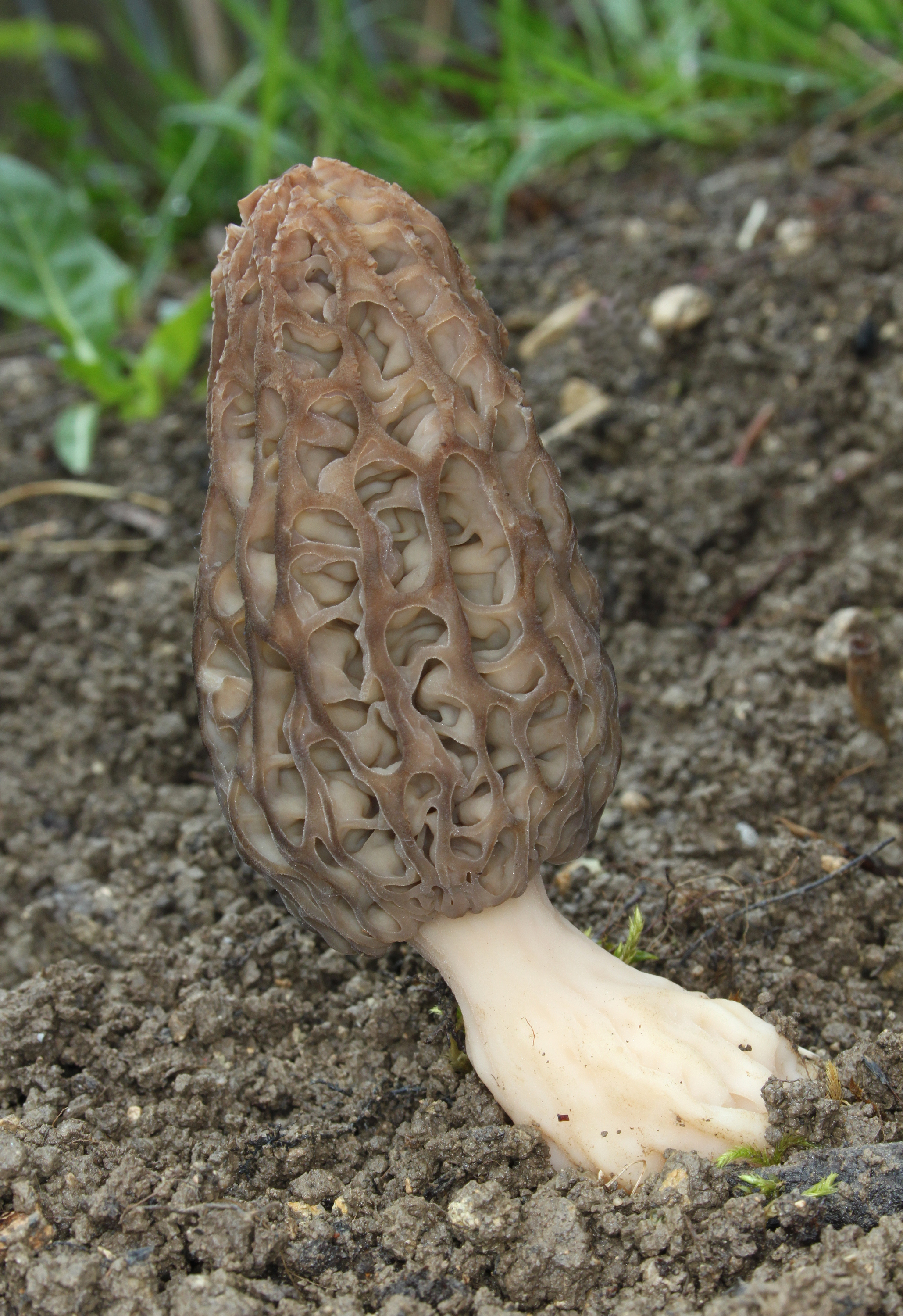
Morchella elata
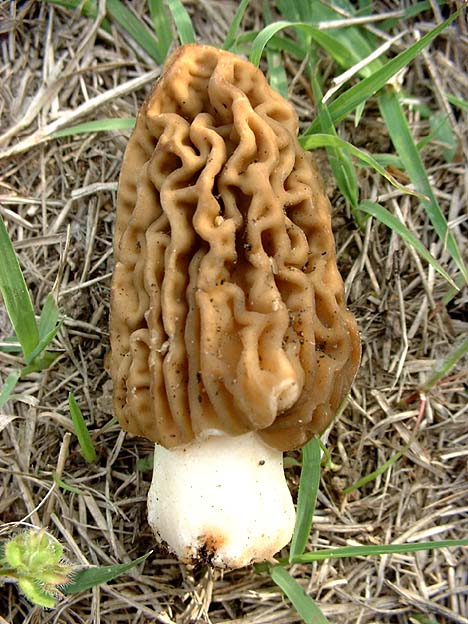
Morchella elatoides
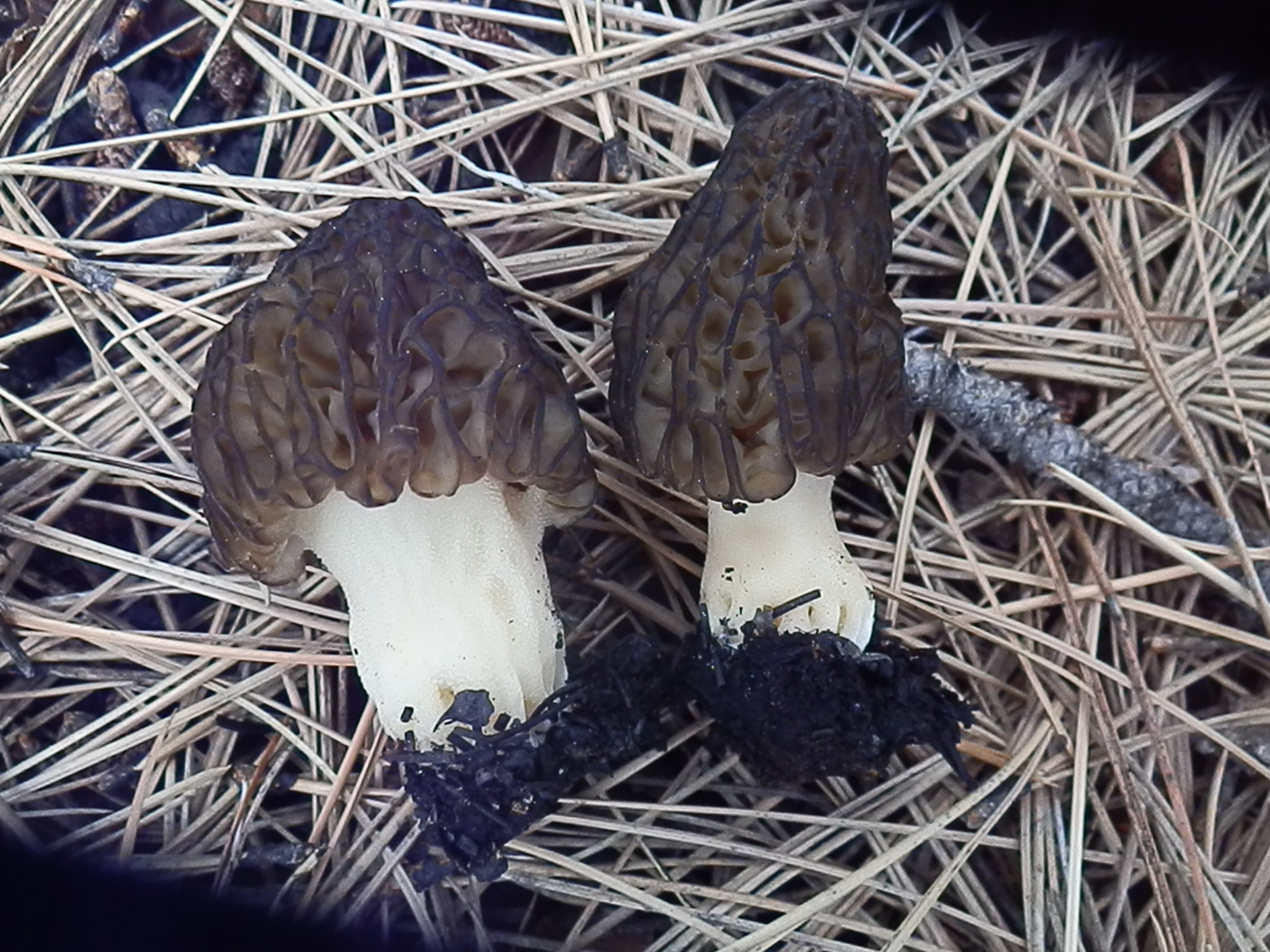
Morchella eximia
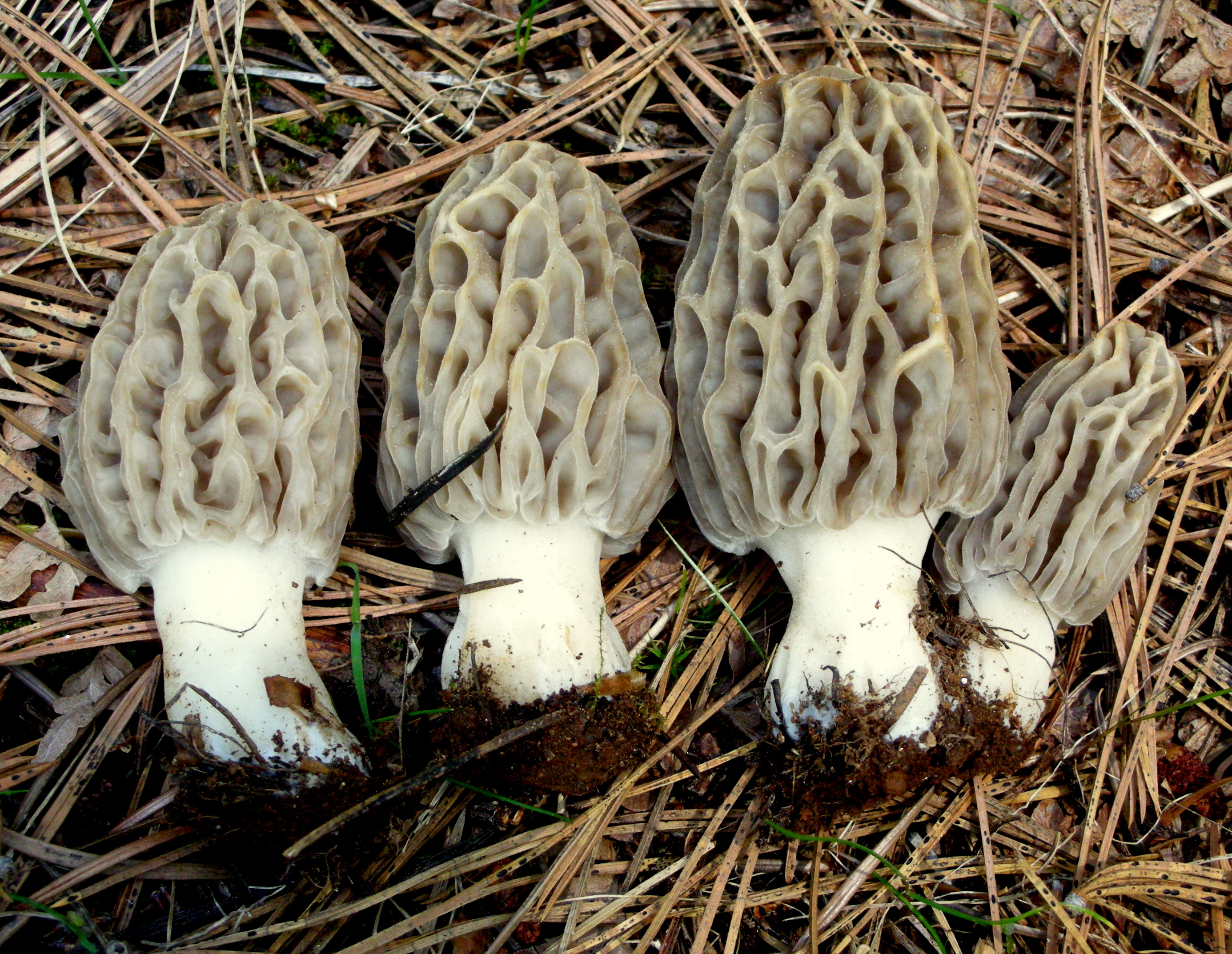
Morchella pragensis

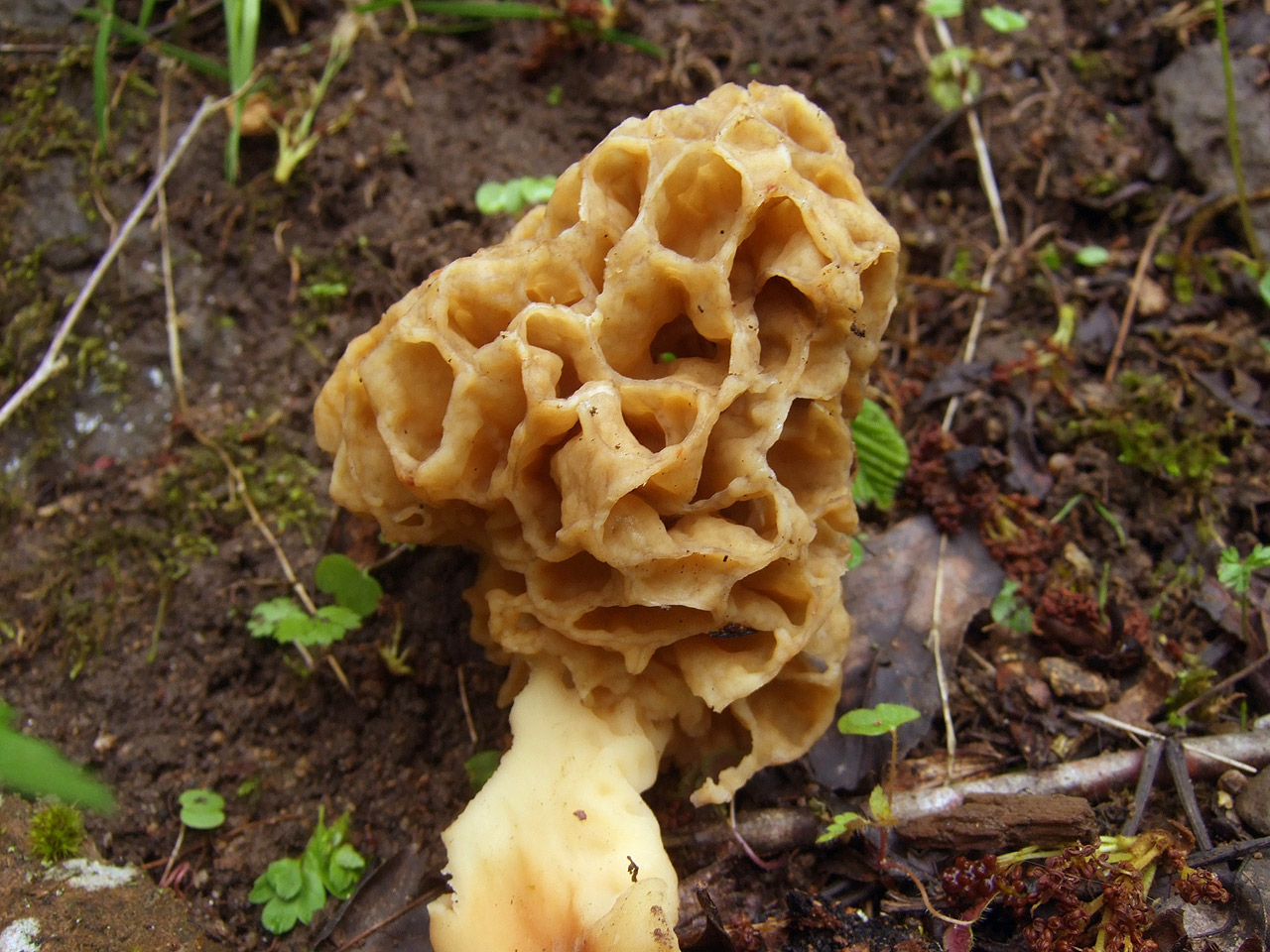
Morchella esculenta
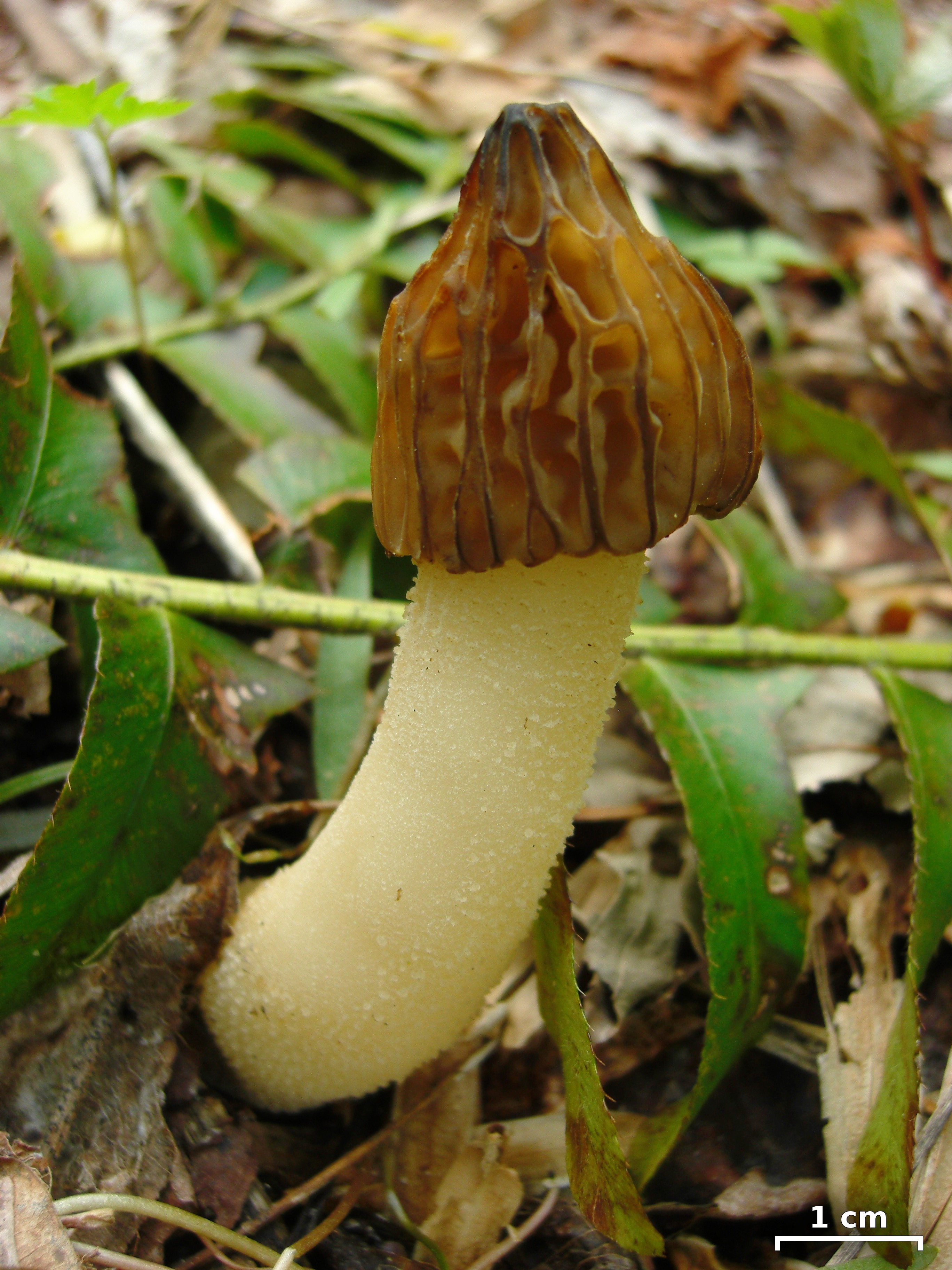
Morchella punctipes
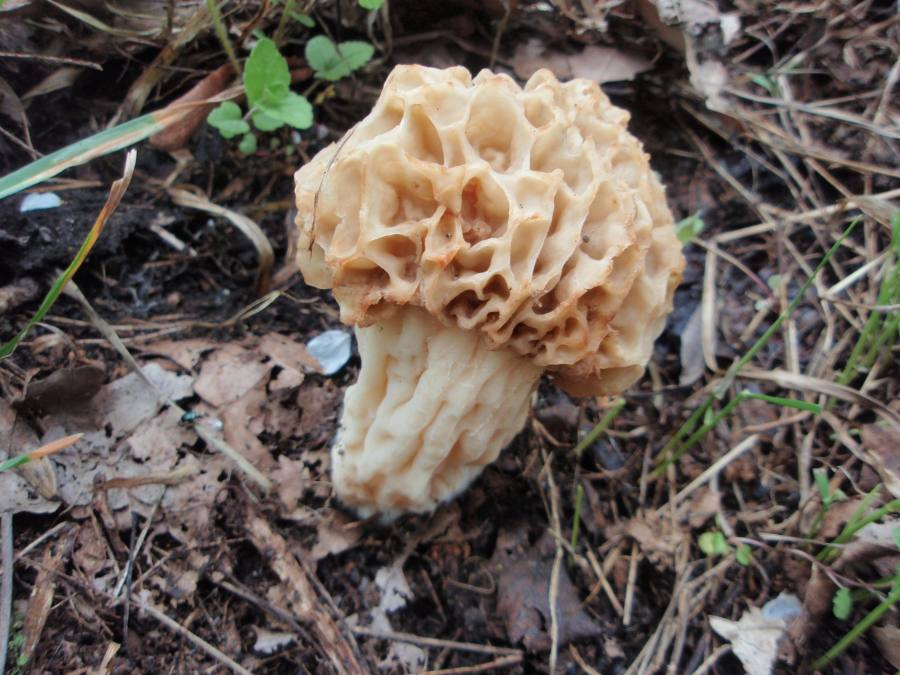
Smrž obecný nv]]:Smrž obecný nv.jpg|Morchella rotunda
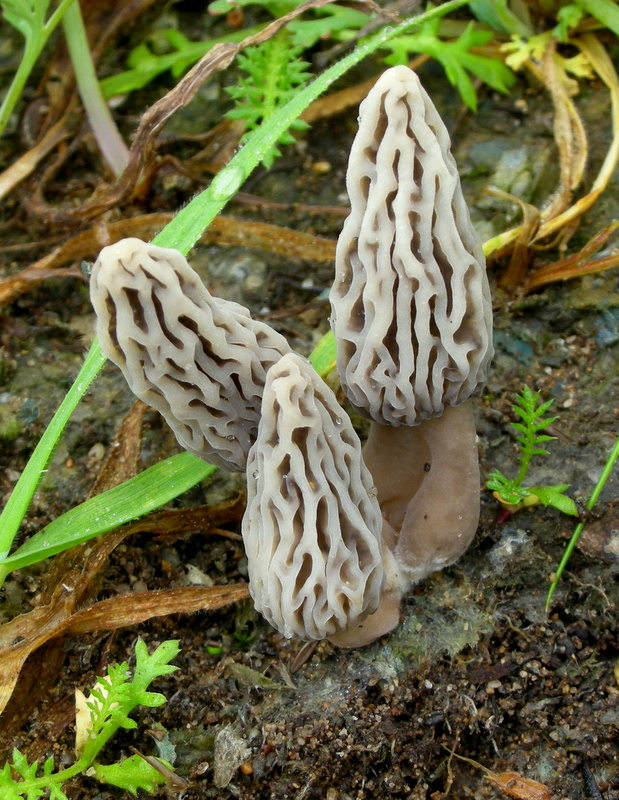
Morchella Tridentina
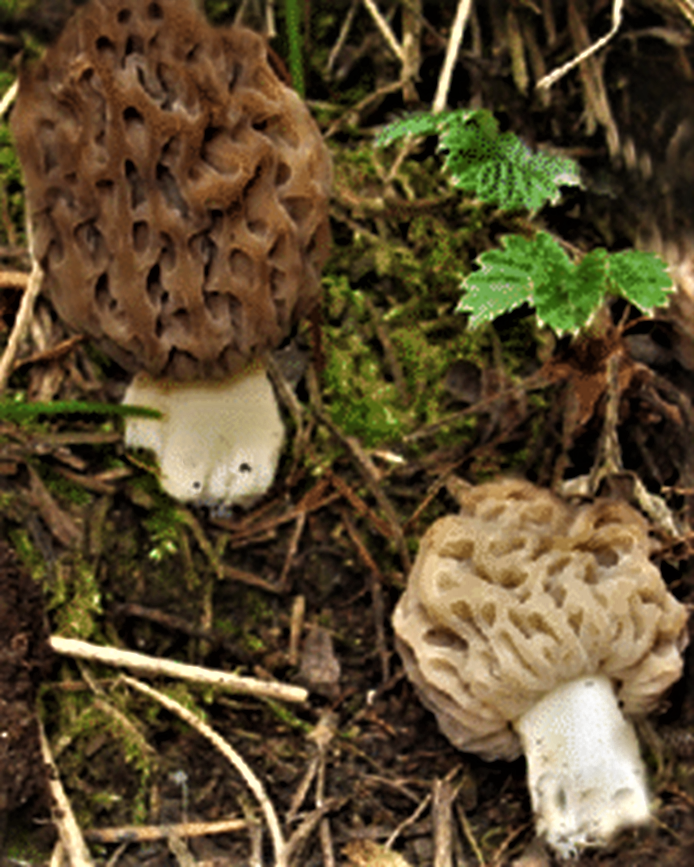
Morchella spongiola

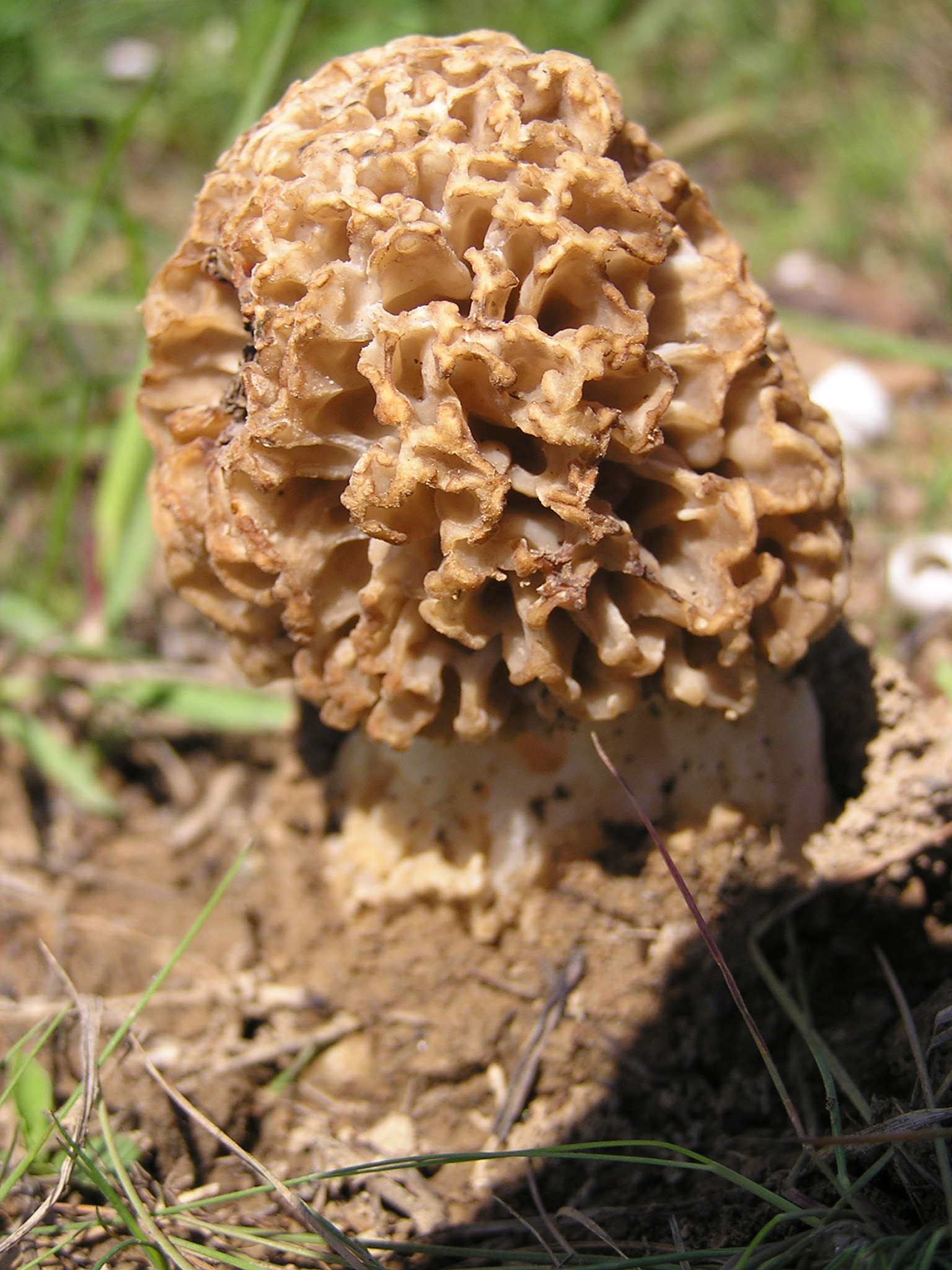
Morchella steppicola
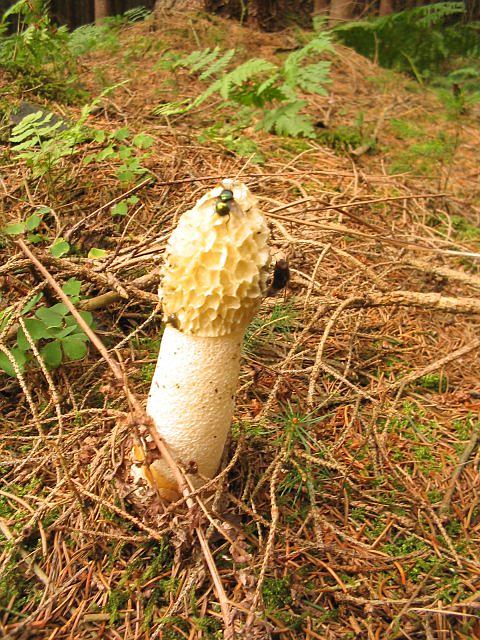
Phallus impudicus
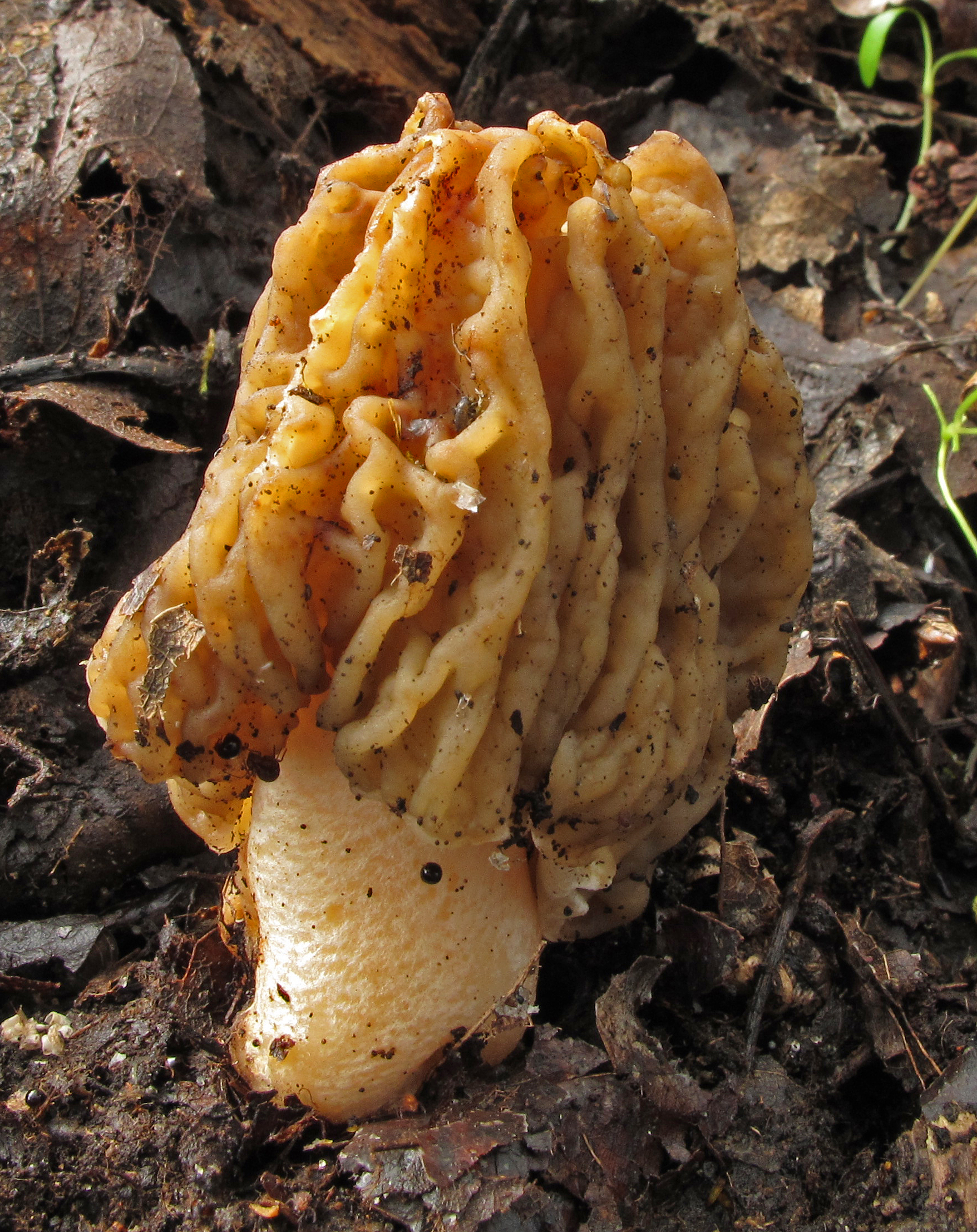
Verpa bohemica

## Valorificare
Trebuie menționat că zbârciogul galben nu poate fi mâncat crud pentru că conține hidrazină, dar care se dizolvă în timpul fierberii. De asemenea, consumat în porții mari, poate crea reacții neplăcute la persoane sensibile, pentru că buretele este mai greu de digerat.
Morchella vulgaris este de calitate gastronomică foarte bună. Ea poate fi pregătită ca ciulama, alături de legume, dar nu împreună cu alte ciuperci (din cauza gustului și mirosului specific), sau ca sos, servit cu carne. Se potrivește și la o mâncare de creier (porc, vițel), cu raci, scoici, melci sau ca foietaj cu șuncă sau într-o plăcintă (de exemplu „pe modul reginei”, cu carne de vițel sau pui). Exemplare mai mari pot fi prăjite ca șnițel respectiv umplute cu carne, după ce au fost blanșate în prealabil.
Uscați și preparați după înmuiat, bureții dezvoltă un gust și miros mai intens (apa în care au stat la înmuiat poate fi filtrată printr-o sită și utilizată). La această specie poate fi folosit și piciorul.
Trebuie menționat că bureții nu pot fi mâncați crud pentru că conțin hidrazină care se dizolvă doar în timpul fierberii. De asemenea, consumat în porții mari, poate crea reacții neplăcute la persoane sensibile, pentru că buretele este mai greu de digerat. În plus există o altă intoleranță, anume „Sindromul Morchella” cu următoarele simptome: senzație de ebrietate, tremur, probleme de echilibru, amețeli sau tulburări de mișcare. Oricine confruntat vreodată cu o astfel de intoleranță ar trebui să evite zbârciogii în alimentația sa.
Dar această ciupercă pare să aibă are și beneficii medicinale (vitale). Astfel, studii științifice au descoperit în ea antioxidanți care întăresc sistemul imunitar și pot preveni formarea tumorilor. De asemenea, este considerată un remediu pentru indigestie, dificultăți respiratorii și la exces de secreție. De aceea este considerată drept ciupercă medicinală în medicina naturistă sau în medicina tradițională chineză și japoneză.

## Bibiliografie
- Bruno Cetto: „I funghi dal vero”, vol. 1-7, Editura Arte Grafiche Saturnia, Trento 1976-1993 (pentru cercetarea în total)
- Dinesh Chandra Agrawal, Hsin-Sheng Tsay et al.: „Medicinal Plants and Fungi: Recent Advances in Research and Development”, Editura Springer Singapore Pte Ltd., Singapore 2017, ISBN: 978-981-10-5977-3
- Alan E. Bessette, ‎Arleen R. Bessette, ‎David W. Fischer: „Edible Wild Mushrooms of North America”, Editura University of Texas Press, Austin 1997, ISBN: 0-8156-2707-6
- H. Clémençon: „Pilze im Wandel der Jahreszeiten”, vol. 1 și 2, Editura Éditions Piantanida, Lausanne 1981
- Rose Marie Dähncke: „1200 Pilze in Farbfotos”, Editura AT Verlag, Aarau 2004, ISBN 3-8289-1619-8
- Markus Flück: „Welcher Pilz ist das?”, Editura Franckh-Kosmos Verlags-GmbH & Co. KG, Stuttgart 2009, ISBN: 978-3-440-11561-9
- Ewald Gerhard: „Der große BLV Pilzführer“ (cu 1200 de specii descrise și 1000 fotografii), Editura BLV Buchverlag GmbH & Co. KG, ediția a 9-a, München 2018, ISBN 978-3-8354-1839-4
- Andreas Gminder: „Handbuch für Pilzsammler: 340 Arten Mitteleuropas sicher bestimmen”, ed. a 2-a, Editura Kosmos, Halberstadt 2014, ISBN 978-3440-14364-3
- Michael Jordan: „The encyclopedia of fungi of Britain and Europe - Identifies 1,000 species with color photographs”, Editura David & Charles, Newton Abbot 1995, ISBN 0-7153-0129-2
- German Josef Krieglsteiner (ed.), Andreas Gminder: „Verbreitungsatlas der Großpilze Deutschlands (West)“, Editura Ulmer, Stuttgart 1991, ISBN 3-8001-3536-1
- J. E. și M. Lange: „BLV Bestimmungsbuch - Pilze”, Editura BLV Verlagsgesellschaft, München, Berna Viena 1977, ISBN 3-405-11568-2
- Hans E. Laux: „Der große Pilzführer, Editura Kosmos, Halberstadt 2001, ISBN 978-3-440-14530-2
- Csaba Locsmándi, Gizella Vasas: „Ghidul culegătorului de ciuperci”, Editura Casa, Cluj-Napoca 2013, ISBN 9786068527147, 192 p.
- Meinhard Michael Moser: „Kleine Kryptogamenflora der Pilze - Partea a.: „Höhere Phycomyceten und Ascomyceten”, Editura G. Fischer, Jena 1950
- Roger Phillips: „Mushrooms: A comprehensive guide to mushroom identification”, Editura Macmillan, Londra sia Oxford 2013, ISBN: 978-0-330-44237-4
- Alexander Hanchett Smith: „Mushrooms in Their Natural Habitats”, Editura Sawyer, Michigan 1949
- José Tola & Eva Infiesta: „Atlas básico de botánica”, Editura Parramón Ediciones S. A., Barcelona 2006, ISBN: 978-97975-9908-9